# Eratoneura tantula
Eratoneura tantula är en insektsart som först beskrevs av Knull 1954.  Eratoneura tantula ingår i släktet Eratoneura och familjen dvärgstritar. Inga underarter finns listade i Catalogue of Life.